# (2469) Tadjikistan

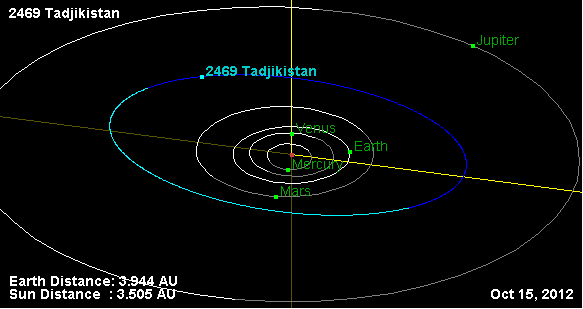
Orbite de l'astéroïde 2469 Tadjikistan.

(2469) Tadjikistan est un astéroïde de la ceinture principale.

## Description
(2469) Tadjikistan est un astéroïde de la ceinture principale. Il fut découvert le 27 avril 1970 à Naoutchnyï par Tamara Smirnova. Il présente une orbite caractérisée par un demi-grand axe de 3,11 UA, une excentricité de 0,14 et une inclinaison de 9,7° par rapport à l'écliptique.

## Compléments